# Верігіно (Бугурусланський район)
Вері́гіно (рос. Веригино) — присілок у складі Бугурусланського району Оренбурзької області, Росія.

## Населення
Населення — 28 осіб (2010; 34 у 2002).
Національний склад (станом на 2002 рік):
- росіяни — 88 %